# Nicola Molteni
Nicola Molteni (ur. 6 marca 1976 w Cantù) – włoski polityk i prawnik, poseł do Izby Deputowanych.

## Życiorys
Z wykształcenia prawnik, absolwent Università degli Studi dell'Insubria. Podjął praktykę w zawodzie adwokata. Zaangażował się w działalność polityczną w ramach Ligi Północnej i następnie Ligi. Wybierany na radnego miejskiego w Cantù, obejmował funkcje przewodniczącego frakcji radnych swojej partii i jej sekretarza w prowincji.
W 2008 po raz pierwszy został wybrany na posła do Izby Deputowanych. Z powodzeniem ubiegał się o reelekcję w wyborach w 2013, 2018 i 2022.
W czerwcu 2018 został podsekretarzem stanu w ministerstwie spraw wewnętrznych. Zakończył pełnienie tej funkcji we wrześniu 2019. W lutym 2021 ponownie objął stanowisko podsekretarza stanu w MSW. Zajmował je do końca urzędowania gabinetu Maria Draghiego w październiku 2022. Powrócił na tę funkcję w następnym miesiące, dołączając do administracji rządowej Giorgii Meloni.